# Metal Gear Rising: Revengeance
Metal Gear Rising: Revengeance er et computerspil i Metal Gear-serien, udviklet af Kojima Productions og til Microsoft Windows, PlayStation 3 og Xbox 360.
I spillet vil man styre Raiden som hovedperson. Seriens kendte undertitel, "Tactical Espionage Action", er desuden blevet udskiftet med "Lightning Bolt Action" for bedre at passe til den nye hovedperson; ordet Raiden (雷電) er japansk for 'torden og lyn'. I japansk mytologi, er Raiden et af navnene for Raijin (雷神), tordenguden.